# Alfredo Leonardi
Alfredo Leonardi (* 1938 in Voghera) ist ein italienischer Regisseur.

## Leben
Leonardi diplomierte in Literaturwissenschaften; anschließend wirkte er als Assistent Ugo Gregorettis bei dessen Episode von RoGoPaG. Die folgenden Jahre waren geprägt von Theateraufträgen beim italienischen Living Theatre, zwischen 1964 und 1966 zahlreichen Arbeiten als Kurz- und Experimentalfilmregisseur und bis 1971 von mittellangen Filme, die weiterhin experimentierfreudig blieben.
1966 drehte er seinen einzigen Kinospielfilm, den er auch schrieb und schnitt, Amore, amore, der 1967 beim Filmfestival in Pesaro erstaufgeführt wurde. Ab den 1970er Jahren arbeitete Leonardi für das Fernsehen und drehte Industriefilme. Schließlich war er bis 1994 für Lehrfilme verantwortlich.
Leonardi gilt als einer der bedeutendsten Underground-Filmer seiner Zeit.

## Filmografie (Auswahl)
- 1966: Amore, amore